# Ионер, Пауль
Пауль Ионер (нем. Paul Johner; 10 сентября 1887, Цюрих — 10 сентября 1938, Берлин) — швейцарский шахматист, наряду со своим братом Хансом сильнейший национальный мастер первой половины XX века.
Вырос в Берне и Франкфурте-на-Майне, в семье с девятью детьми. С детства играл в шахматы с братом, в 1904 году впервые принял участие в главном турнире мастеров в Кобурге, затем провёл несколько лет в США, где завершил своё музыкальное образование как виолончелист и вступил в Шахматный клуб Манхэттена. В дальнейшем почти всю жизнь провёл в Берлине, работая как музыкальный педагог. Несколько лет вёл шахматную рубрику в цюрихской газете Züricher Post.
6-кратный чемпион Швейцарии (1908—1932), в том числе в 1908, 1928, 1932 совместно с братом Хансом. Лучшие результаты в международных турнирах: Копенгаген (1916 и 1924) — 1-е и 2-е; Берлин (1917) — 1-2-е; Гётеборг (1920, турнир «Б») и Триест (1923) — 1-е; Схевенинген (1923) — 1-2-е; Берлин (1924) — 1-е; Дебрецен (1925) — 2-3-е; Дортмунд (1928) — 3-е; Берн — 7-8-е места.